# Шенгелая, Эльдар Николаевич
Эльда́р Никола́евич Шенгела́я (груз. ელდარ ნიკოლოზის ძე შენგელაია; 26 января 1933, Тифлис — 4 августа 2025, Тбилиси) — советский и грузинский кинорежиссёр, сценарист, педагог и политик. Народный артист СССР (1988). Лауреат Государственной премии СССР (1985) и Государственной премии Грузии имени Шота Руставели (1994).

## Биография
Родился 26 января 1933 года в Тифлисе (ныне Тбилиси).
В 1958 году окончил режиссёрский факультет ВГИКа, мастерскую Сергея Юткевича. Его однокурсниками были Александр Курочкин, Эдуард Абалян и Алексей Сахаров.
В 1958—1960 годах работал режиссёром киностудии «Мосфильм», с 1960 года — режиссёр киностудии «Грузия-фильм».
В 1968 году снял трагикомедию «Необыкновенная выставка» по дипломному сценарию Резо Габриадзе; по мнению авторов издания «Кино. Энциклопедический словарь», начиная с этой картины, «исходной точкой эмоциональной оценки интересующих режиссёра явлений и характеров становится юмор, активной формой выступает смех критикующий, но дружелюбный».
В 1983 году поставил комедийный фильм «Голубые горы, или Неправдоподобная история», выход которого совпал с началом «перестроечных» веяний. Фильм имел благоприятную прессу, получил приз Всесоюзного кинофестиваля в 1984 году, а в 1985 году — Государственную премию СССР.
В 1975—1980 годах вёл режиссёрскую мастерскую в Тбилисском театральном институте им. Ш. Руставели.
С 1976 года — 1-й секретарь правления Союза кинематографистов Грузии и секретарь правления Союза кинематографистов СССР.
В 1985 году входил в состав жюри XIV Московского международного кинофестиваля.
В 1993 году поставил комедию абсурда «Экспресс-информация» (совместного производства Грузии и Германии), благожелательно оценённую в фестивальных программах («Тбилиси-93», «Сан-Рафаэль-94»), но практически не имевшую проката.

### Политическая деятельность
Член КПСС с 1965 года. Вёл активную политическую деятельность: с 1981 по 1990 год — депутат Верховного Совета Грузинской ССР, один из создателей политической оппозиционной организации в Грузии «Народный фронт» (1989), в 1989—1991 годах — народный депутат СССР. С 1990 года — член оппозиционной фракции «Демократический центр».
В 1992, 1995, 1999 и 2004 годах избирался в Парламент Грузии, был председателем парламентской Комиссии по культуре, заместителем председателя парламента.
В 1993 году принимал участие в создании политической организации «Союз граждан Грузии».

### Смерть
Умер 4 августа 2025 года в возрасте 92 лет в своём доме в Тбилиси из-за остановки сердца. Похоронен 7 августа в Дидубийском пантеоне в Тбилиси.

### Семья
Отец — Николай Михайлович Шенгелая (1903—1943), кинорежиссёр. Заслуженный деятель искусств РСФСР (1935)
Мать — Нато Вачнадзе (1904—1953), актриса. Народная артистка Грузинской ССР (1941)
Брат — Георгий Николаевич Шенгелая (1937—2020), кинорежиссёр
Первая жена — Ариадна Всеволодовна Шенгелая (род. 1937), актриса. Народная артистка России (2000). Народная артистка Грузинской ССР (1979).
- Дочь — Нато Шенгелая (род. 1958), актриса
- Дочь — Катя (Екатерина) Шенгелая (род. 1967)

Вторая жена — Нелли Шенгелая
- Дочь — Елена Шенгелая (1983—2006), погибла в автомобильной аварии.

## Фильмография

### Режиссёр
- 1957 — «Легенда о ледяном сердце» (совм. с А. Сахаровым)
- 1959 — «Снежная сказка» (совм. с А. Сахаровым)
- 1963 — «Белый караван» (совм. с Т. Мелиава)
- 1965 — «Микела» (новелла в киноальманахе «Страницы прошлого»)
- 1968 — «Необыкновенная выставка»
- 1973 — «Чудаки»
- 1977 — «Мачеха Саманишвили»
- 1983 — «Голубые горы, или Неправдоподобная история»
- 1993 — «Экспресс-информация»
- 1996 — «Dog Rose» («Шиповник»)
- 2015 — «Кавказское трио» (совм. с Ф. Ибрагимбековым)
- 2016 — «Кресло»

### Сценарист
- 1965 — «Микела» (новелла в киноальманахе «Страницы прошлого»)
- 1974 — «Чудаки» (совм. с Р. Габриадзе)
- 1993 — «Экспресс-информация» (совм. с Р. Чейшвили)
- 1996 — «Dog Rose» («Шиповник»)
- 2016 — «Кресло» (совм. с Г. Цхведиани)

### Участие в фильмах
- 2007 — «Михаил Ершов. Навсегда в памяти» (документальный)

## Награды и звания
- Народный артист Грузинской ССР (1979)
- Народный артист СССР (1988)
- Государственная премия СССР (1985)
- Государственная премия Грузии им. Ш. Руставели (1994, фильм «Экспресс-информация»)
- Премия Ленинского комсомола Грузинской ССР (1965, фильм «Белый караван»)
- Орден Ленина (1986)[10].
- Орден Трудового Красного Знамени (1976)
- Орден Победы имени Святого Георгия (2009)[11]
- Почётный гражданин Тбилиси (2022)
- ВКФ (Специальный приз «За поэтическое повествование о человеке труда», фильм «Белый караван», Ленинград, 1964)
- КФ республик Закавказья и Украины в Киеве (Приз «За лучшую режиссёрскую работу», фильм «Необыкновенная выставка», 1969)
- ВКФ (Главный приз, фильм «Мачеха Саманишвили», Ереван, 1978)
- МКФ в Каире (Специальный приз жюри за режиссуру, фильм «Мачеха Саманишвили», 1978)
- ВКФ (Главный приз, Диплом, фильм «Голубые горы, или Неправдоподобная история», Киев, 1984)
- МКФ «Золотой орёл» в Тбилиси (Специальный приз жюри, фильм «Экспресс-информация», 1993)
- КФ русского кино в Сан-Рафаэле (Специальный приз жюри, фильм «Экспресс-информация», Франция, 1994)
- IX МКФ «Золотой абрикос» в Ереване («Таллер Параджанова» — премия имени С. Параджанова за достижения в кинематографе, 2012)[12]
- Золотая медаль Министерства культуры Республики Армения (2012)[13]
- МКФ «Золотой Витязь» в Хабаровске (Золотая медаль имени С. Ф. Бондарчука «За выдающийся вклад в кинематограф», 2013)
- Премия «Ника» за лучший фильм стран СНГ и Балтии (фильм «Кресло», 2018)